# Karolew (Klembów)
Pour les articles homonymes, voir Karolew.

Karolew (prononcé en polonais : [kaˈrɔlɛf]) est un village polonais de la gmina de Klembów dans la powiat de Wołomin de la voïvodie de Mazovie dans le centre-est de la Pologne.
Il se situe à environ 7 kilomètres au sud-est de Klembów (siège de la gmina), 13 kilomètres à l'est de Wołomin (siège de la powiat) et à 33 kilomètres au nord-est de Varsovie (capitale de la Pologne).

## Histoire
De 1975 à 1998, le village appartenait administrativement à la voïvodie d'Ostrołęka.